# Tungvikt i grekisk-romersk stil i brottning vid olympiska sommarspelen 1980
Herrarnas brottningsturnering i grekisk-romersk i viktklassen tungvikt vid olympiska sommarspelen 1980 avgjordes i Sports Complex of the Central Sports Club of the Army i Moskva.

## Medaljörer
| Klass    | Guld                      | Silver               | Brons                    |
| Tungvikt | Georgi Raikov · Bulgarien | Roman Bierła · Polen | Vasile Andrei · Rumänien |

## Resultat
Legend
- TF — Vinst genom fall
- IN — Vinst genom att motståndaren skadas
- DQ — Vinst genom passivitet
- D1 — Vinst genom passivitet, vinnaren är också passiv
- D2 — Båda brottarna förlorade på grund av passivitet
- FF — Vinst genom förverkande
- DNA — Anlände inte
- TPP — Totala straffpoäng
- MPP — Matchstraffpoäng

Straff
- 0 — Vinst genom fall, teknisk överlägsenhet, passivitet, skada och förverkande
- 0.5 — Vinst på poäng, 8-11 poängs skillnad
- 1 — Vinst på poäng, 1-7 poängs skillnad
- 2 — Vinst på passivitet,  vinnaren är också passiv
- 3 — Förlust på poäng, 1-7 poängs skillnad
- 3.5 — Förlust på poäng, 8-11 poängs skillnad
- 4 — Förlust genom fall, teknisk överlägsenhet, passivitet, skada och förverkande

### Elimineringsrunda

#### Omgång 1
| TPP | MPP |                          | Poäng     |                         | MPP | TPP |
| --- | --- | ------------------------ | --------- | ----------------------- | --- | --- |
| 4   | 4   | Tamás Gáspár (HUN)       | TF / 5:06 | Nikolaj Balbosjin (URS) | 0   | 0   |
| 0   | 0   | Vasile Andrei (ROU)      | DQ / 5:37 | Refik Memišević (YUG)   | 4   | 4   |
| 4   | 4   | Svend Studsgaard (DEN)   | DQ / 5:58 | Roman Bierła (POL)      | 0   | 0   |
| 0   | 0   | Georgios Pikilidis (GRE) | DQ / 7:05 | Oldřich Dvořák (TCH)    | 4   | 4   |
| 5   |     | Georgi Raikov (BUL)      |           | Bye                     |     |     |

#### Omgång 2
| TPP | MPP |                         | Poäng     |                          | MPP | TPP |
| --- | --- | ----------------------- | --------- | ------------------------ | --- | --- |
| 0   | 0   | Georgi Raikov (BUL)     | DQ / 8:05 | Tamás Gáspár (HUN)       | 4   | 8   |
| 4   | 4   | Nikolaj Balbosjin (URS) | IN / 1:53 | Vasile Andrei (ROU)      | 0   | 0   |
| 4   | 0   | Refik Memišević (YUG)   | DQ / 3:58 | Svend Studsgaard (DEN)   | 4   | 8   |
| 0   | 0   | Roman Bierła (POL)      | DQ / 5:27 | Georgios Pikilidis (GRE) | 4   | 4   |
| 4   |     | Oldřich Dvořák (TCH)    |           | Bye                      |     |     |

#### Omgång 3
| TPP | MPP |                         | Poäng     |                          | MPP | TPP |
| --- | --- | ----------------------- | --------- | ------------------------ | --- | --- |
| 8   | 4   | Oldřich Dvořák (TCH)    | DQ / 6:39 | Georgi Raikov (BUL)      | 0   | 0   |
| 4   | 4   | Vasile Andrei (ROU)     | DQ / 7:24 | Roman Bierła (POL)       | 0   | 0   |
| 4   | 0   | Refik Memišević (YUG)   | DQ / 5:15 | Georgios Pikilidis (GRE) | 4   | 8   |
| 4   |     | Nikolaj Balbosjin (URS) |           | DNA                      |     |     |

#### Omgång 4
| TPP | MPP |                       | Poäng |                     | MPP | TPP |
| --- | --- | --------------------- | ----- | ------------------- | --- | --- |
| 1   | 1   | Georgi Raikov (BUL)   | 7 - 2 | Vasile Andrei (ROU) | 3   | 7   |
| 7   | 3   | Refik Memišević (YUG) | 2 - 5 | Roman Bierła (POL)  | 1   | 1   |

### Sista omgångarna
| TPP | MPP |                     | Poäng     |                     | MPP | TPP |
| --- | --- | ------------------- | --------- | ------------------- | --- | --- |
|     | 4   | Vasile Andrei (ROU) | DQ / 7:24 | Roman Bierła (POL)  | 0   |     |
|     | 1   | Georgi Raikov (BUL) | 7 - 2     | Vasile Andrei (ROU) | 3   | 7   |
| 3   | 2   | Georgi Raikov (BUL) | D1 / 7:52 | Roman Bierła (POL)  | 4   | 4   |